# Coton Clanford
Coton Clanford – wieś w Anglii, w hrabstwie Staffordshire. Leży 6 km na zachód od miasta Stafford i 202 km na północny zachód od Londynu.